# Transparence radicale
 (mai 2010).
Si vous disposez d'ouvrages ou d'articles de référence ou si vous connaissez des sites web de qualité traitant du thème abordé ici, merci de compléter l'article en donnant les références utiles à sa vérifiabilité et en les liant à la section « Notes et références ».
Pour les articles homonymes, voir Transparence.
La transparence radicale est un outil de gestion où presque toutes les décisions sont prises de façon entièrement publique.
Toute version brouillon d'un document, tous les arguments pour et contre une proposition, les décisions sur le processus de prise de décision lui-même, et toutes les décisions définitives, sont faits de façon publique et restent archivés publiquement.
Les seules exceptions à la transparence sont les données liées à la sécurité personnelle ou les mots de passe ou les clés nécessaires pour mettre en action les décisions négociées de façon publique. Toute décision technique qui est perçue comme étant controversée ou ayant un caractère politique est vue comme non-légitime jusqu'à ce qu'une décision claire et radicalement transparente soit prise la concernant.

## Tests empiriques
Cette méthode a déjà été implémentée dans la Wikipédia, dans le réseau Indymédia et dans de nombreux autres projets sur l'Internet. L'on pourrait affirmer qu'elle existe aussi hors la Toile dans des petits groupes sociaux où l'information est échangée de façon rapide et peut être difficilement cachée du groupe, bien que l'erreur de transmission cumulative de la communication orale dans ces communautés induit souvent une transparence bien inférieure à celle de la communication numérique.
Une forme partielle de la transparence radicale a existé dans plusieurs parlements nationaux depuis le début du système parlementaire : tous les débats au parlement, tout projet de loi et toute loi est publié, de façon qui est, en principe, accessible à tout citoyen.
Depuis la fin des années 1990, plusieurs assemblées nationales ont décidé de publier leurs débats et les lois sur l'Internet. Pourtant, les textes initiaux des projets de loi et des discussions et des négociations les concernant se passent d'habitude dans, par exemple, les commissions du parlement, qui sont rarement transparentes, et au sein des partis politiques, qui sont très rarement transparents. De plus, étant donné la complexité logique et linguistique d'une loi nationale typique, la participation du citoyen est rendue difficile malgré la transparence radicale du niveau parlementaire formel. En un mot, la transparence radicale est nécessaire, mais non suffisante, pour la participation publique dans les décisions politiques.

## Transparence radicale contre responsabilité
La transparence radicale est beaucoup plus transparente que la responsabilité. Elle requiert la transparence de la prise de décision dès le début du processus, tandis que la responsabilité est un mécanisme de vérification de la qualité des décisions ou des actions après qu'elles sont prises ou faites. Cette distinction implique que lorsque la responsabilité nécessite, d'habitude, un système de punition des individus ou des institutions jugés avoir pris des décisions ou effectué des actions de mauvaise qualité, après que ces décisions ont été prises ou ces actions effectuées, la transparence radicale, au contraire, encourage les corrections et les améliorations aux décisions longtemps avant que les décisions de mauvaises qualité puissent être mises en œuvre. Donc, la transparence radicale permet, potentiellement, d'éviter le besoin des mécanismes de punition.
Le potentiel de la transparence radicale pour permettre des corrections et des améliorations dans le processus de prise de décision est plus haut lorsque la méthode de prise de décision est une méthode par consensus ou une méthode démocratique. Néanmoins, même lorsque la méthode de prise de décision est autoritaire (unilatérale), la transparence radicale peut encourager de meilleures décisions par celui ou celle qui les prend.
Cependant, d'après certains, la transparence radicale implique aussi que les personnes qui lisent les documents de préparation de la décision soient « aptes » à les lire, c’est-à-dire qu'ils aient les connaissances qui permettent de les lire. Par exemple, de nombreuses personnes peuvent trouver scandaleux certaines affectations de budget (par exemple, les budgets d'intelligence économique), alors qu'elles sont le seul moyen, selon le management, de défendre la cause de ces mêmes employés.